# 名古屋タイムズ
名古屋タイムズ（なごやタイムズ）とは、中日新聞社の関連企業であった社団法人名古屋タイムズ社が、かつて発行していた夕刊紙である。1946年5月創刊、後述のとおり2008年10月31日発行分をもって休刊した。略称「名タイ（）」。

## 概要
名古屋市など愛知県と岐阜県、三重県（伊賀・東紀州地区は除く）及び静岡県西部（大井川以西）と滋賀県東部の一部（米原市など）で販売されていた夕刊専門紙（原則として日曜日は休刊。祝日と年末年始は朝刊での発行）。
JR東海、名古屋市営地下鉄、名鉄、近鉄（名古屋統括部管内）の各鉄道事業者の駅売店、コンビニエンスストア、中日新聞の販売店で購入する事ができた。出勤途中のサラリーマンらが車内で読んでいる光景をよく目にする事ができた。一般販売のほか、名タイ本社屋（中日会館）1階に、名タイ及び関連紙のレジャーニューズの一部紙面を貼る掲示板が設置されていた。
テレビ・ラジオの番組表は、中日新聞社で製作されたものをそのまま掲載していた（テレビ欄は中日新聞夕刊愛知県版と同様の内容、ラジオ欄は同夕刊愛知・岐阜・三重県版と同様の内容でテレビ欄の表示カットは独自で製作。ラジオ欄の表示カットは中日新聞と同様の物を使用、テレビ番組解説記事は東京ニュース通信社配信による原稿を基に自社製作）。土曜発行分では、当日分と共に、休刊日の日曜のテレビ欄も掲載されていた。グループ企業の関係で、中日新聞社の書籍関連の広告も頻繁に掲載されていた。
関連紙に週2回発行の「レジャーニューズ」（1963年に「レジャータイムズ」として創刊。プロレス・風俗情報を掲載。日本全国の駅売店・コンビニで販売）があった。

### 「社団法人名古屋タイムズ社」について
- 本社所在地：名古屋市中区丸の内一丁目3番10号
- 支社：東京（東京都中央区）、大阪（大阪市北区）
- 取材拠点として愛知県庁・名古屋市役所・愛知県警のそれぞれの記者クラブがある。

名古屋タイムズ社は、発足時から新聞社としては珍しい社団法人（旧法。現・一般社団法人）の形態を取っていて、代表者の肩書きは理事社長だった。

理由としては初代理事社長で中部日本新聞社相談役だった勝田重太朗の「新聞は社会の公器である。いかなる権力や、資本の圧力に左右されないことが必要である」とする経営理念にもとづくものであった（中日新聞三十年史・関連企業編のページより引用及び参考）。設立の経緯などから歴代の理事社長や理事には、中日新聞社社員が出向し就任していたが、名古屋タイムズが社団法人であったため、直接的出資などはなく法人としての中日新聞社とは法令上の「親子会社」の関係ではなかった。
日本新聞協会加盟社で、現存する一般社団法人形態の事業者には他に徳島新聞社がある。なお、東京新聞も中日新聞社発行となるまで発行していた東京新聞社は社団法人であった（後に株式会社となった）。
関連事業（子会社など）
- 名古屋タイムズ印刷株式会社（唯一の「会社法人」）
- 社団法人名古屋タイムズ社会事業団

## 歴史

### 誕生
太平洋戦争終結から間もない1946年（昭和21年）5月21日、中部日本新聞（現・中日新聞）の用紙配給増加のため、中日の僚紙的位置付けとして「名古屋タイムズ」は立ち上げられた。中部日本新聞社の前身の旧名古屋新聞の本社だった名古屋市中区西川端町（現・中区栄3丁目）の建物を本社とした。
当時は、現在のような東京系の夕刊大衆紙が存在せず、中日スポーツの前身の『中日ウイークリー』も創刊前で、名タイは中日新聞との棲み分けによって地元の強い支持を得た。

### 中スポ創刊から中京スポとの競合へ
1954年（昭和29年）、中日スポーツが創刊。中スポは名タイとの棲み分けを図るため、アダルト面を設置しない方針を取った。
1963年（昭和38年）、久屋大通公園の整備に伴い西川端町の本社敷地を名古屋市に明け渡すことになり、名古屋タイムズ社は中区丸の内の国道22号新御園橋交差点そばに完成した中日会館へ移転する。同年、兄弟紙レジャータイムズを発刊し全国展開を図った。
1968年（昭和43年）、東京スポーツが中部経済新聞と提携して、東京系夕刊紙初の名古屋印刷（『中京スポーツ』）をスタートさせる。しかし翌年に創刊した夕刊フジは大阪から輸送することになり、1975年（昭和50年）に創刊した日刊ゲンダイも当初は東京から輸送、1980年代になってようやく大阪からの輸送に切り替えられた程度で、名古屋での販路が限られた。1990年代初頭まで、名古屋で印刷・販売する競合の夕刊大衆紙は中京スポしかなく、名タイは地元で高いシェアを維持していた。

### 日刊ゲンダイ・シティヘブンとの戦いへ
1992年（平成4年）、中経は提携先をゲンダイに切り替え、ゲンダイは悲願の名古屋進出を果たす。中京スポも提携先を中日新聞社に切り替えて継続され、一気に競争が激化した。
2000年代に入ると、インターネットの普及により広告収入が大きく減少。特に性風俗分野では『シティヘブン』『ヘブンネット』を擁する地元発祥企業ジーノットが急成長し、創刊60年以上の歴史を誇った名タイも煽りを受ける。完全子会社で通常の株式会社の形式を採っていた名古屋タイムズ印刷が創価学会機関紙聖教新聞の印刷を受注するなどして、名タイは資金繰りを確保し、何とか発行を続けていた。しかしそこへリーマン・ショックによる不景気が直撃。聖教新聞の印刷も中日新聞社直系の中日高速オフセット印刷へ切り替えられることになり、こうして名タイ・レジャーニューズともに存続が厳しい状況に追い込まれた。

### 業歴63年目の休刊
名古屋タイムズ社では公式Webサイト及び2008年10月6日付け本紙1面に社告「休刊のお知らせ」を掲載し、同年10月30日に最後の新聞発行を行った。名タイは10月31日付けの紙齢20834号、レジャーニューズは11月4日付の紙齢4611号をもってそれぞれ休刊となった。東海地方において新聞の休刊は近年例がなく、また本紙が地元密着の新聞であったことから、同紙の休刊当日は、関連企業の中日新聞夕刊での報道を始め、テレビ・ラジオでもこの件が伝えられた。

その後、版元の社団法人名古屋タイムズ社は折から公益法人制度改革の一環として進められていた一般社団法人への移行を行わず、2009年（平成21年）3月31日付で解散した。名古屋タイムズ印刷社は2023年（令和5年）現在も存続している、。

#### （休刊による）主な特集紙面・記事
- 10月8日 - 名古屋 夕刊復活の日 終戦翌年5月21日、名タイ産声（「名古屋金鯱物語」最終回に名タイの誕生当時の様子を写真とともに紹介）[5]
- 10月14日 - 「名古屋の歴史の証人だった」名タイOB惜別ざっくばらん対談（名タイが誕生したころに入社したOB2人が思い出や現在の活字離れなどを対談）
- サヨナラを言う前に（名タイと縁があった著名人にロングインタビューを実施）
  - 10月15日 - 鈴木敏夫（スタジオジブリ代表取締役プロデューサー。高校生まで名古屋に住んでいた際に父親が名タイを愛読。自身も石原慎太郎の「青春とはなんだ」などを読んでいた）
  - 10月16日 - 林香里（東京大学・大学院情報学環准教授。高校生の時にロサンゼルスで交換留学生として滞在した様子を名タイ記者に語り、他の高校生とともに紙面を飾った）
  - 10月17日 - 鈴木礼治（元・愛知県知事）
  - 10月20日 - 岡田邦彦（J・フロントリテイリング特別顧問。当時は松坂屋会長・名古屋商工会議所会頭）
  - 10月21日 - 呉智英（評論家。名古屋市出身。1999年に父親の介護のため現在の清須市に戻ってくる）
  - 10月21日 - 北村想（劇作家。時代が様変わりして夕刊紙の命運は尽きたのかもしれない、という持論を展開）
  - 10月22日 - 岡本信也（野外活動研究会代表。雑誌編集者を経て1974年から路上観察をライフワークとする）
  - 10月22日 - 諏訪哲史（小説家、東海学園大学客員教授。2007年第137回芥川賞受賞。名鉄車掌などの社会人経験から夕刊紙のあり方を語る）
  - 10月24日 - 矢野きよ実（タレント。生粋の名古屋人である自身及び父親と、名タイとの深い関わり合いを披露）
- 10月27日〜10月30日 - 名タイ昭和写真館（全4回。2008年9月1日付けより毎週月曜日に連載してきた企画の特別編。1950〜1960年代の名古屋市内を中心とした風俗を名タイ秘蔵の写真で振り返る。内容は順次「乗り物編」「空撮編」「娯楽編」「プロの技術と道具編」）
- 10月31日 - この日の全16ページから成る紙面には、通常の記事と共に、下記のとおり休刊関連の話題・特集が掲載された。
  - 1面 - 金山駅の新聞売店にて、店主が名タイ休刊を知らせる張り紙を貼る写真。『歴史に幕』『ありがとう さようなら』という見出しを付けた休刊を知らせる記事[6]。
  - 3面 - 名古屋タイムズ社屋のシンボル的存在だった屋上の航空灯関連の記事。1969年に本来の役目を終えたが、その後も街のシンボルとして1996年（平成8年）6月まで名タイが入居する中日会館屋上に設置されていたものである。
  - 12面 - 「さようなら&ありがとう名タイ〜読者編」（愛知県知事神田真秋[注釈 4]、名古屋市長松原武久[注釈 4]を筆頭とした、地元著名人及び一般人の名タイ読者・総勢63名のお別れメッセージを1ページで掲載。特に松原は「（市役所を）退庁する時に持って出る夕刊は名古屋タイムズだけ。ほかの夕刊は持っていかない」と、その強い思い入れを語った）
  - 最終面（裏1面） - 中日ドラゴンズを代表して、チーム一の読者を自認する山本昌のインタビュー（写真として自身の200勝を伝える記事が載った名タイを読む姿）[7]、元デスクと元ドラ番記者によるドラゴンズを取材しての思い出話。

### 年譜
- 1946年（昭和21年）
  - 5月21日 - 「名古屋タイムズ」創刊。
  - 9月19日 - 社団法人設立認可。
- 1951年（昭和26年）5月21日 - 名タイ少年少女賞制定。
- 1963年（昭和38年）
  - 4月12日 - 「レジャータイムズ（後のレジャーニューズ）」創刊。
  - 9月24日 - 名古屋市中区西川端町（現在の大須4丁目、栄3丁目。久屋大通と若宮大通が交差する付近）から、名古屋市中区丸の内に移転。
- 1973年（昭和48年）7月1日 - 名古屋タイムズ印刷株式会社、株式会社総合広告を設立。
- 1976年（昭和51年）5月29日 - 第1回「ミス・ナゴヤ」コンテストを中日新聞社などと共に愛知文化講堂で開催（1991年（平成3年）まで継続）。
- 2008年（平成20年）10月31日 - 「名古屋タイムズ」「レジャーニューズ」休刊。
- 2009年（平成21年）3月31日 - 社団法人が解散。
- 2013年（平成25年）7月 - かつて入居していた旧「中日会館」解体開始[8]。

## 解説者（評論家）

### 中日ドラゴンズ関連記事
- 平光清（元セ・リーグ審判。「独断ジャッジ 平光一筆」を担当しているが、プロ野球シーズンオフの紙面構成等により11月下旬頃から2月上旬まで休載することもある）
毎週金曜日にドラゴンズ全般について遠慮なく指摘する「覆面評論家 X氏が斬る」というコーナーがある。しかしコーナー名のとおり匿名での解説のため、毎週決まった人物が解説しているのか、または週替わりの解説者が担当しているのか、真相は不明。

### 名古屋グランパス関連記事
- 城山喜代次（中京大学体育学部講師。元中京大学サッカー部総監督・元中京大学附属中京高等学校サッカー部監督・東海ラジオ ワイルドサッカー解説）
- 砂田浩克（中京大学サッカー部監督）

など
※上記以外のニュース・話題に関しては、地元の大学の教師などが解説・意見をすることがあった。

## 紙面構成
記事は名古屋の事件、事故、中日ドラゴンズ、メジャーリーグ、街ネタ、裏話、競馬や競艇などのギャンブル、性風俗関係の情報が中心。夕刊フジや日刊ゲンダイと似た趣を持つ夕刊紙である。多大に週刊誌的な要素が含まれている。休刊までは「市内版」と遠隔地向けの「E版」との2版体制で発行していた。
毎日連載
- 4コマ漫画「ホットくん」（平ひさし作。3面）
- 名タイスポーツ（主に中日ドラゴンズに関するニュース・話題。ドラゴンズに関しては番記者が担当）
- Fishingレーダー（東海・北陸周辺の釣り場の釣果などを掲載）
- 各種コラム（毎日連載されているものもあれば、曜日限定連載のものもある）

「名タイ」にコラム等を寄稿する主な著名人
- 愛知県選出の国会議員（「政論紙上バトル」で不定期）
- 角谷浩一（不定期で2面に「角さんの永田町裏表」を連載）
- 志賀内泰弘（不定期で「志賀内氏がいく」を担当）[9]
- 在名放送局のアナウンサー（「続ハマるアナ」で不定期）
- 大澤広樹（東海ラジオ放送スポーツアナウンサー。毎週水曜日の名タイスポーツ「名タイ紙面実況・竜（ドラ）のアナ」を担当）

過去
- 鳳啓助（晩年に「鳳啓助 元気じるし」を芸能面に週一で連載）
- 大川豊 - 大川興業リーダー。2008年4月29日付けまで「大川興業の活字爆テロ」を週一で連載。全233回の長期にわたった。大川が活発に行っている様々な政治家との交流や、それを通じての世相批評が話題の中心だった）
- 安田拡了 - 名古屋タイムズ社OB。2008年8月7日付けまで「格闘技インサイド 獅子たちの時代」を週一で連載。こちらも全548回の長期にわたった[10]。